# Wacker Chemie
Die Wacker Chemie AG (vor 2006 Wacker-Chemie GmbH) mit Hauptsitz in München ist die Muttergesellschaft eines weltweit operierenden deutschen Chemiekonzerns, der 1914 gegründet wurde und mehrheitlich von der Familie Wacker kontrolliert wird. Der Konzern betreibt 27 Produktionsstätten in Europa, Amerika und Asien und vertreibt seine Produkte in über 100 Ländern.
Wacker Chemie hat vier Geschäftsbereiche, die von zwei Hauptrohstoffen Ethen und Silicium ausgehen. Der Geschäftsbereich Polysilicon erzeugt hochreines Polysilizium für den Solar- und Halbleitermarkt. Silicones bedient Märkte in den Bereichen Bauindustrie, Automobil, Farben und Lacke, Textilien und Papier. Ausgehend von Ethen erzeugt der Bereich Polymers die Zwischenstufen VAM (Vinylacetat) und VAE (Vinylacetat-Ethylen) und bedient vor allem die Bauindustrie mit Dispersionspulvern. Biosolutions konzentriert sich auf biotechnologisch hergestellte Produkte und wandelt außerdem Ethen in Keten um.

## Geschichte

### Gründungsjahre
Der Grundstein für das heutige Unternehmen wurde von Alexander Wacker am 25. März 1903 mit der Anmeldung des Forschungsunternehmens Consortium für elektrochemische Industrie GmbH in Nürnberg gelegt. Zuvor war der gelernte Kaufmann Wacker als Generaldirektor und Gesellschafter der S. Schuckert & Co. im schnell wachsenden Sektor der Stromerzeugung beschäftigt.
Im Vorfeld war im Unternehmen die Herstellung von Calciumcarbid zur Gewinnung von Ethin (Trivialname: Acetylen) verstärkt worden. Dieses sollte die Versorgung der abseits größerer Zentren liegenden Orte mit Licht verbessern und das Petroleum ablösen. Mit der Errichtung von Überlandleitungen wurde dieses Ziel jedoch obsolet, und den noch jungen Carbidfabriken drohte das Aus. Alexander Wacker übernahm zusammen mit Hugo von Maffei drei Carbidwerke und das auf dem Nürnberger Schuckert-Gelände gelegene Laboratorium, um möglichst schnell neue Verwertungsmöglichkeiten für das Ethin zu finden. Mit der Entwicklung eines Verfahrens, aus Chlor und Ethin wirtschaftlich Tetrachlorethan herzustellen, wurde die Rohstoffgrundlage für die Produktion der Lösungsmittel Trichlorethen und Tetrachlorethen geschaffen. Viele weitere chemische Grundlagenverfahren wurden entwickelt und teilweise von anderen Unternehmen zur Vermarktung übernommen. Bis 1913 wurde ein kontinuierliches Verfahren zur Synthese des Acetaldehyds aus Acetylen und Wasser unter Quecksilber-Katalyse entwickelt (sog. Erstes Wacker-Verfahren) und später auch für die Gewinnung von Essigsäure in industriellem Maßstab daraus.
Am 13. Oktober 1914 gründete Alexander Wacker im Alter von 67 Jahren die Dr. Alexander Wacker Gesellschaft für elektrochemische Industrie in der Rechtsform einer Kommanditgesellschaft, die die fehlenden Möglichkeiten für die industrielle Herstellung der Produkte bieten sollte. 1913 erworbene Rechte an der Nutzung der Wasserkraft der unteren Alz sollten die Versorgung mit elektrischer Energie sicherstellen, mit der ein Werk in Burghausen betrieben werden sollte. Der Erste Weltkrieg unterbrach die Pläne jedoch bis 1915. Bei einem Gespräch mit Vertretern der Farbenfabriken Bayer im August 1915 wurde klar, dass Wacker das dem Unternehmen Bayer für die Produktion des synthetischen Kautschuks Methylkautschuk fehlende Aceton mit der Burghauser Anlage würde liefern können. In Zusammenarbeit mit dem Marineministerium wurde am 15. August 1915 der Bau einer Acetonanlage in Burghausen beschlossen.
Am 1. Dezember 1916 lief dann in Burghausen die Produktion an, am 2. Januar 1917 begann die Herstellung von Aceton. Im Dezember 1916 wurden die Elektrochemischen Werke Breslau in Tschechnitz gegründet, um die Carbid-Versorgung des Werks Burghausen zu sichern. 1918 zog das Laboratorium von Nürnberg nach München um und in Burghausen wurde die Trichlorethylen-Anlage in Betrieb genommen sowie die Alzwerke GmbH gegründet.

### Zwischenkriegszeit und Zweiter Weltkrieg
In den Zwischenkriegsjahren konnte das Unternehmen seine Produktpalette ausweiten und zahlreiche technologische Fortschritte erzielen, benötigte jedoch auch Kapital zur Errichtung des unteren Alzkanals und des Laufwasser-Kraftwerks der Alzwerke GmbH bei Burghausen. 1921 übernahm die Farbwerke vorm. Meister, Lucius & Brüning AG (Frankfurt-Höchst) die Hälfte der Unternehmensanteile, die 1926 in den Besitz der I.G. Farben übergingen. Bei der Entflechtung der I.G. Farben 1952 kamen 49 % der Anteile zur wieder ausgegründeten Farbwerke Hoechst AG (seit 1974 Hoechst AG).
1924 kam es zum Bruch des Alzkanals auf einer Länge von knapp 200 m. Im selben Jahr wurde das Salzbergwerk Stetten gepachtet, um den Bedarf an Steinsalz zu sichern; 1960 erfolgte der Kauf des Werks. 1926 wurde das Ferrowerk Mückenberg in der Niederlausitz erworben, es folgte die Inbetriebnahme eines Acetylenwerks in Röthenbach an der Pegnitz (1929), die Inbetriebnahme einer Lehrwerkstatt in Burghausen (1930), die Übernahme der Elektroschmelzwerk Kempten AG (1933) von der Tüllfabrik Flöha AG sowie die Errichtung des Chemowerks Mückenberg (1938). Ebenfalls 1938 begann Wacker auf der Basis der Pionierarbeit von Herbert Berg die Herstellung von Polyvinylchlorid (PVC) in Burghausen.
Wie zahlreiche andere Unternehmen profitierte Wacker von der Kriegsproduktion des Zweiten Weltkriegs, insbesondere bei der Herstellung von synthetischem Kautschuk. In den späten Kriegsjahren wurden Laboreinrichtungen in München durch alliierte Bombardierung zerstört. Zum Kriegsende wurden nahezu alle Produktionsanlagen geschlossen. In Burghausen wurden Produktionsanlagen durch die Besatzungsmächte abgebaut, die Werke in Mückenberg und Tschechnitz wurden enteignet und verstaatlicht.

### 1945 bis zum Börsengang 2006
Nach dem Zweiten Weltkrieg begann Wacker Forschungsarbeiten zu Silikonen. Im Jahr 1949 wurde ein erster Silanreaktor in Betrieb genommen und in den nächsten Jahren die Silikonproduktpalette deutlich erweitert.
Im Jahr 1953 wurde in Burghausen mit der Produktion von hochreinem polykristallinem Silicium begonnen. 1960 betrug die Produktionskapazität etwa 1 Tonne pro Jahr, 2004 betrug sie 5000 Tonnen und hatte damit einen Weltmarktanteil von knapp unter 20 Prozent. Das Polysilicium, heute von dem Geschäftsbereich Wacker Polysilicon hergestellt, dient der Herstellung von Elektronikwafern und Solarzellen. Seit 2000 gibt es eine spezielle Herstellung von Solarsilicium, das nicht ganz so rein sein muss wie das Silicium für elektronische Schaltkreise.
1965 gründete Wacker die Wacker Chemicals Corp., New York, die vier Jahre später einen 33-%-Anteil an der SWS Silicones Corp. in Adrian erwarb.
1969 wurde die Produktion von pyrogener Kieselsäure (HDK) aufgenommen. Bis 1971 war der Rechtsanwalt und Wirtschaftsberater Karl-Heinz Wacker (* 1918) Geschäftsführer der Wacker-Chemie GmbH; ihm folgte Peter Adolff (* 1933).
Im Jahr 1981 wurde die Produktion von Silikonen in Brasilien aufgenommen. 1985 erhöhte Wacker seine Beteiligung an der SWS-Silicones Corp. auf 50 % und gründete wenige Jahre später die Wacker Silicones Corp. in Adrian. 1998 wurde das bis 1905 in Nünchritz errichtete Zweigwerk der ehemals Chemischen Fabrik v. Heyden von der Hüls AG erworben, das als Standort in den Folgejahren schrittweise mit weiteren Kapazitäten zu Produktion von Silikonen ausgebaut wird. Ende 2008 gab Wacker bekannt, hier eine weitere Anlage zur Produktion von Polysilizium zu errichten.
1999 begann für Wacker der Einstieg in die biotechnologische Produktion mit der Inbetriebnahme einer Cyclodextrinanlage in Eddyville, Iowa.
2001 gelang es der Wacker-Familie, ihren Anteil auf 51 % aufzustocken und die Mehrheit am Chemiekonzern zurückzuerlangen.
Im August 2005 kaufte die Familie Wacker die verbleibenden Anteile der Hoechst Beteiligungsverwaltungs GmbH bzw. mittlerweile Sanofi-Aventis Beteiligungsverwaltungs GmbH zurück. Im November 2005 wurde die Wacker-Chemie GmbH in eine Aktiengesellschaft umgewandelt. Seither firmiert das Unternehmen als Wacker Chemie AG.

### Börsengang bis dato
Am 10. April 2006 ging das Unternehmen an die Börse. Zur Finanzierung des Rückkaufes von Hoechst wurden rund 29 % der Stammaktien für rund 1,2 Milliarden Euro verkauft. Zwischen dem 19. Juni 2006 und dem 24. Juni 2019 und wieder seit dem 21. September 2020 ist das Unternehmen im deutschen MidCap-Index MDAX gelistet, zwischenzeitlich befand es sich im SDAX. Ebenfalls 2006 wurde die Gründung eines Joint Ventures mit Dow Corning bekanntgegeben, das zum Ziel hat, eine Siloxaneproduktion in China zu errichten. 2010 erfolgte die Eröffnung der entsprechenden Anlagen.
Anfang 2008 wurden die Anteile der Airproducts Inc. an zwei Gemeinschaftsunternehmen vollständig übernommen. Zur Hauptversammlung im Mai 2008 wechselte der langjährige Vorstandsvorsitzende Peter-Alexander Wacker, Urenkel des Gründers, in den Aufsichtsrat. 2008 erzielte das Unternehmen mit 15.922 Mitarbeitern (per 31. Dezember 2008) einen Erlös in Höhe von 4,298 Milliarden Euro.
Am 4. Juni 2010 unterzeichnete die Wacker Chemie AG einen Vertrag zum Kauf der Siliziumproduktion am Standort Holla (Trøndelag) der norwegischen FESIL Group über rund 65 Mio. Euro. 2010 wurde der koreanische Silikonhersteller Lucky Silicones von Henkel übernommen; der Anteil am Joint-Venture an Planar Solutions wurde gegen Jahresende an den Joint-Venture-Partner Fujifilm verkauft.
Im Juli 2011 trennte sich Wacker Chemie von seinem Geschäft mit Reifentrennmitteln. Die Rhein Chemie Rheinau GmbH – eine Tochter von Lanxess – erwarb Rechte und Kundenverträge dieses Geschäftes, mit dem Wacker bis dahin mehrere Millionen Umsatz erzielt hatte.
Im Oktober 2011 nahm Wacker Chemie im Werk in Nünchritz eine Produktionsanlage in Betrieb, die pro Jahr 15.000 Tonnen Polysilizium produzieren soll. Die Investitionen betrugen ca. 900 Mio. Euro.
Am 11. Juni 2015 brachte die Wacker Chemie ihre Wafer-Tochter Siltronic an die Börse. Nach dem Börsengang verblieb eine Mehrheit von 57,8 % an Siltronic. 2017 hielt Wacker noch eine Minderheitsbeteiligung von 30,8 %. 2018 war Siltronic kein Geschäftsbereich mehr von Wacker.

## Konzernüberblick

### Aktuelle Konzernstruktur
Die Wacker Chemie AG ist in vier Geschäftsbereiche gegliedert.
Diese tragen für ihren Bereich die unternehmerische Verantwortung. Zur Wacker Chemie gehören 22 verbundene Unternehmen, davon vier mit Sitz in Deutschland. Die Siltronic AG mit Sitz in München stellt das größte verbundene Unternehmen dar und ist gleichzeitig Muttergesellschaft des gleichnamigen Geschäftsbereiches.

#### Die vier Geschäftsbereiche und ihre Produkte
- Polysilicon: Wacker ist der weltweit drittgrößte Hersteller von Polysilizium,[20] das sowohl in der Halbleiterindustrie als auch in der Solartechnik Anwendung findet. Produktionsstandorte sind Burghausen, Nünchritz (im Oktober 2011 in Betrieb genommen) und Cleveland (Tennessee, USA) (seit Ende 2015).
 Produkte: Polykristallines Reinstsilicium, Chlorsilane, Pyrogene Kieselsäure
- Silicones: Wacker beliefert zahlreiche Industrien wie etwa die Bau-, Automobil-, Papier- oder Textilindustrie mit Silikonprodukten. Ausgehend von Silizium und Methanol werden an den Verbundstandorten Burghausen und Nünchritz Siloxane erzeugt. Vertriebsstandorte befinden sich an weiteren Standorten in Europa, Amerika und Asien. Nach Dow Corning und Momentive ist der Bereich weltweit Nummer drei in diesem Markt.
 Produkte: Silane, Silikone, Silikonöle und -emulsionen, Silikonelastomere, Silikondichtstoffe, Silikonharze und Kieselsäuren.
- Polymers: Wacker erzeugt aus der Rohstoffbasis Ethylen Dispersionspulver, VAE-Dispersionen, Lackharze, Polyvinylacetat und Polyvinylalkohollösungen. Einsatzgebiete sind vor allem die Bauindustrie, aber auch Farben- und Lacke, Klebstoffe und Textilien. Wacker ist Marktführer bei Dispersionspulvern und einer der führenden Anbieter von VAE-Dispersionen.
- Biosolutions: Wacker fokussiert sich zunehmend auf biotechnologisch hergestellte Produkte mit dem Ausgangsstoffen Stärke und Dextrose. Ausgehend von Ethen werden jedoch auch chemische Zwischenprodukte und Polyvinylacetat-Kaumasse hergestellt. Zielmärkte sind die Nahrungsmittelindustrie sowie Biopharmazeutika.
 Produkte: Cystin, Cystein, Cyclodextrine, Cyclodextrinederivate, Polyvinylacetat-Festharze, Biopharmazeutika, Keten, Acetylaceton.

### Aktionärsstruktur
Im Jahr 2018 war das Grundkapital der Gesellschaft in rund 52,2 Millionen Inhaberaktien aufgeteilt. Der überwiegende Anteil der Aktien befindet sich im Festbesitz und wird kontrolliert durch die Gründerfamilie.
| Aktionär                                                          | Anteil  |
| ----------------------------------------------------------------- | ------- |
| Dr. Alexander Wacker Familiengesellschaft mbH                     | 55,64 % |
| Blue Elephant Holding GmbH (Peter-Alexander Wacker, Clara Wacker) | 10,86 % |
| eigene Anteile                                                    | 4,75 %  |
| Streubesitz                                                       | 28,75 % |

## Standorte
- Hauptverwaltung München (Lage)
- Consortium München (Zentrale Forschung) (Lage)[24]

### Produktion

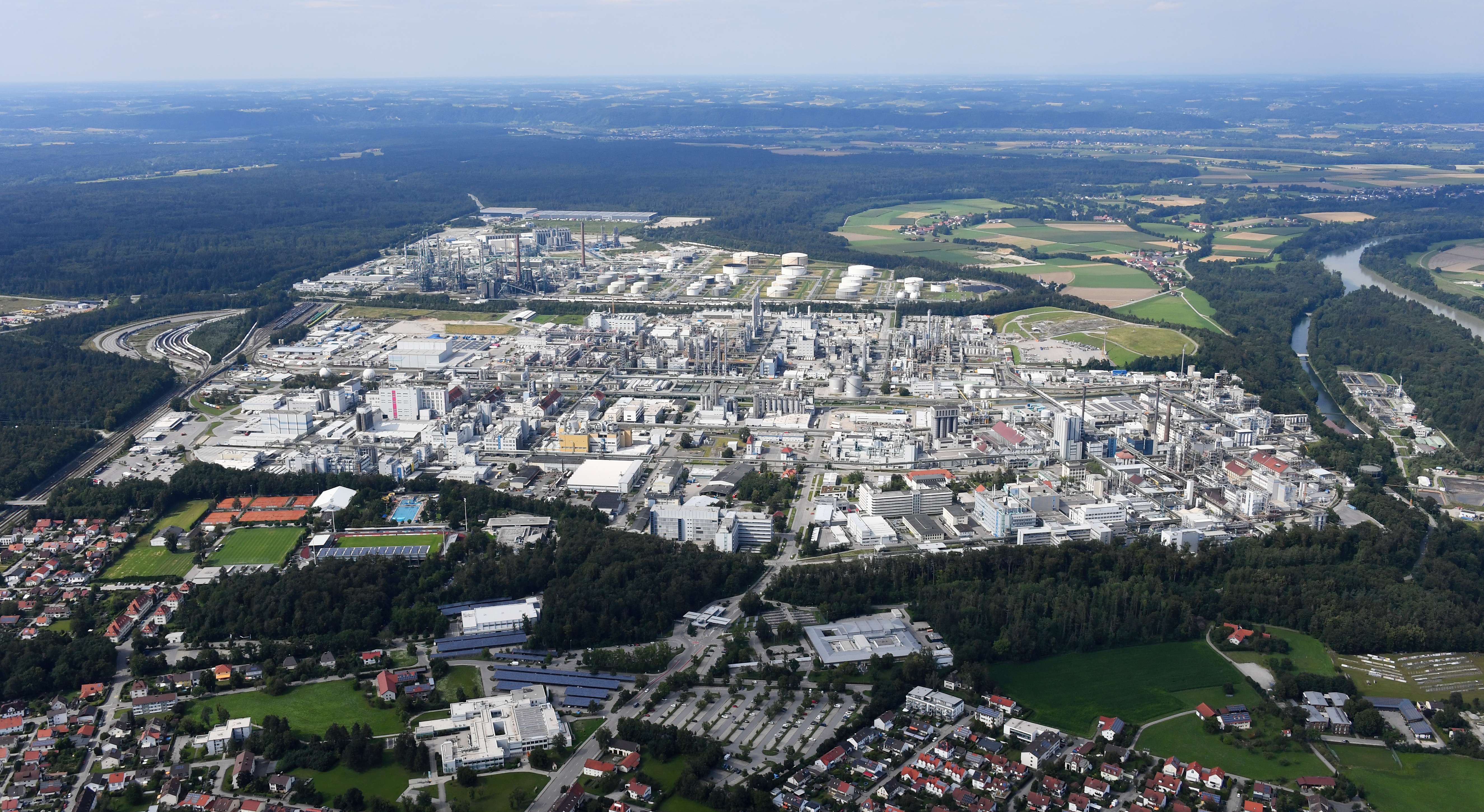
Burghausen, Bayern

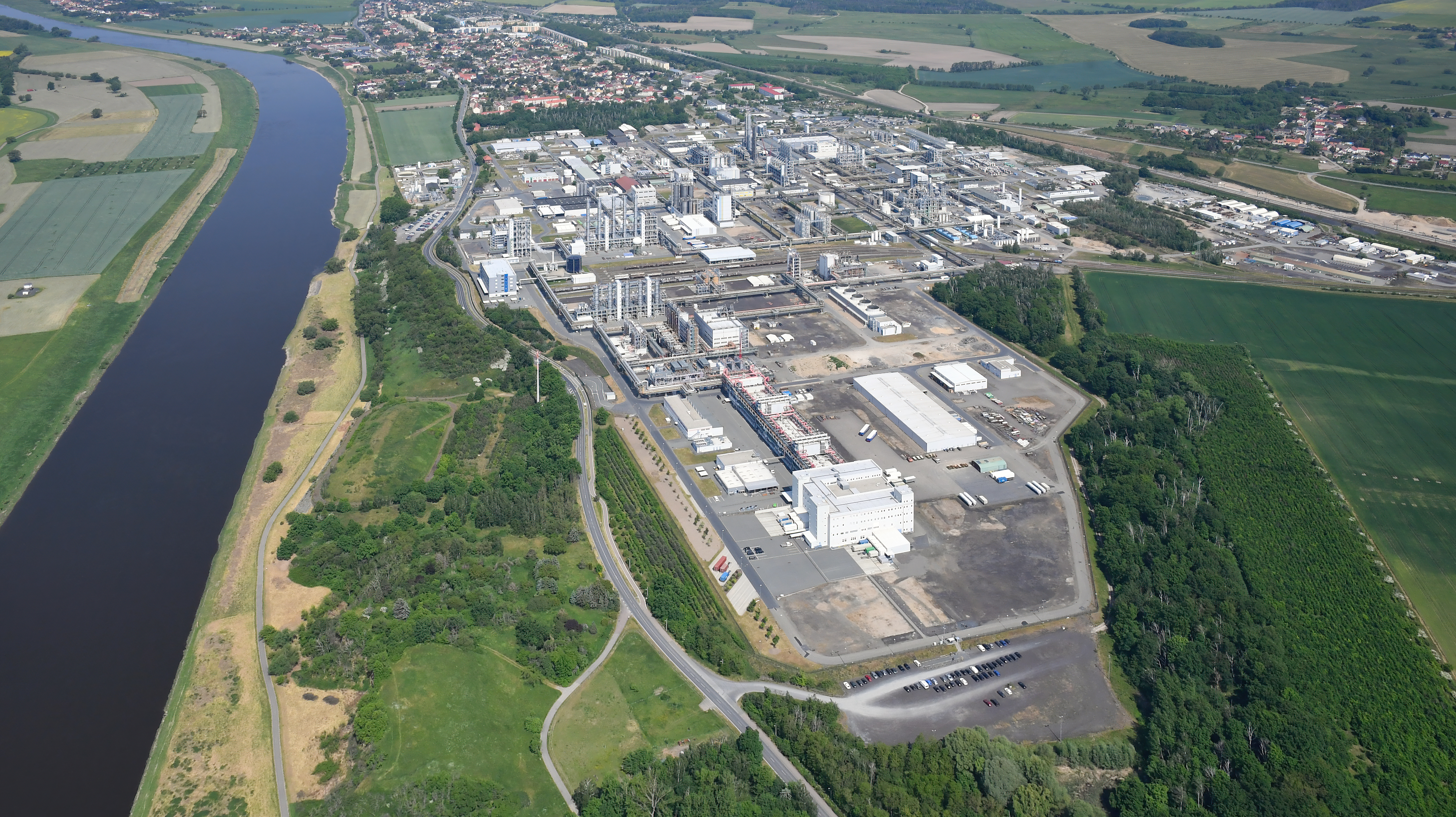
Nünchritz, Sachsen

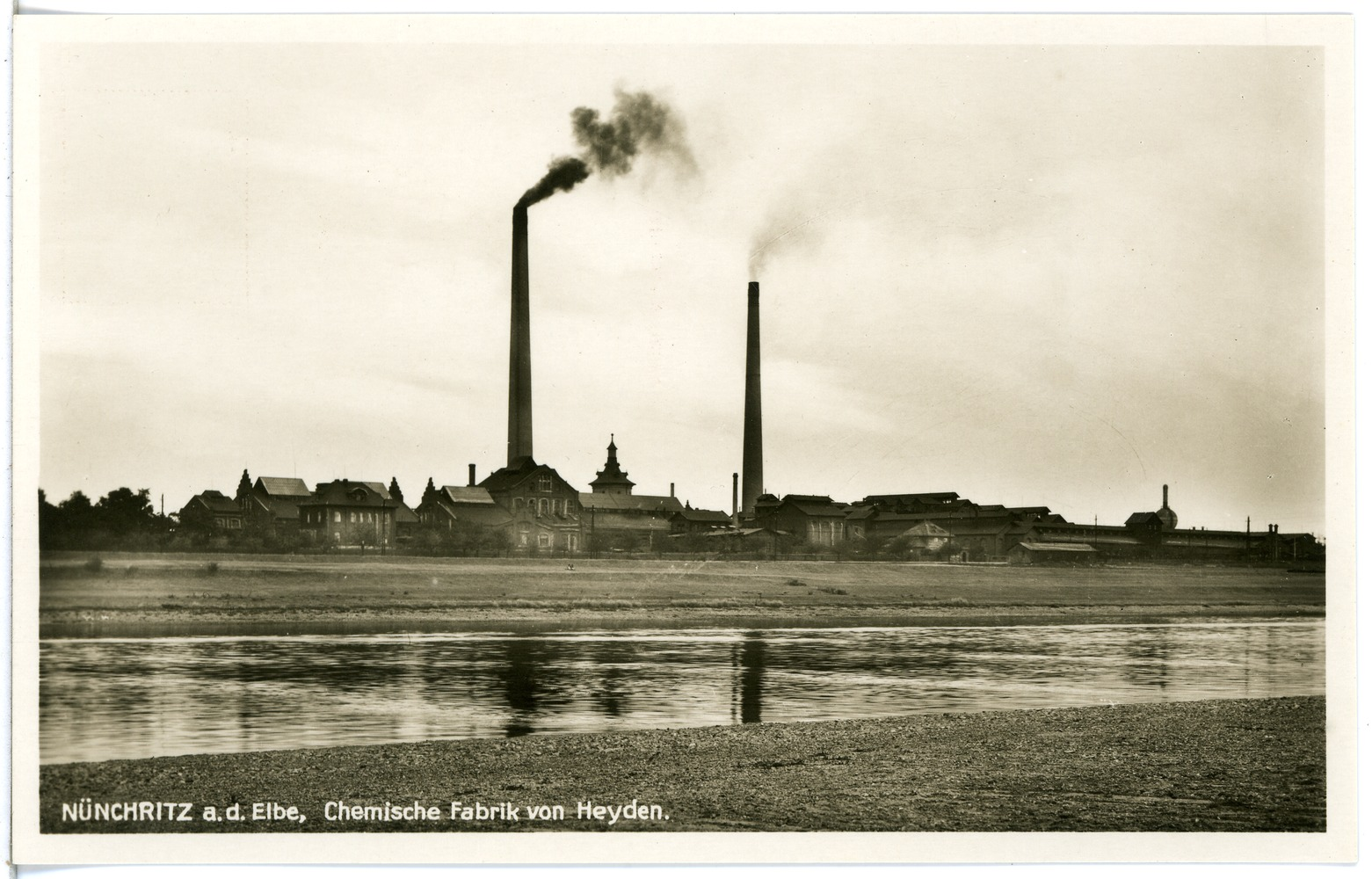
Werk in Nünchritz (1928)

Wacker Chemie hat 27 Produktionsstandorte, davon 10 in Europa, 9 in Amerika und 8 in Asien.
Deutschland:
- Burghausen im Bayerischen Chemiedreieck (Lage)
- Haigerloch (Wacker Chemie AG) (Lage)
- Halle (Saale) (Wacker Biotech GmbH) (Lage)
- Jena (Wacker Biotech GmbH) (Lage)
- Köln (Wacker Biotech GmbH) (Lage)
- Nünchritz (Wacker Chemie AG) (Lage)

restliches Europa:
- Amsterdam, Niederlande (Wacker Biotech B.V.) (Lage)
- Holla, Norwegen (Lage)
- León, Spanien (Wacker León S.L.U). (Lage)
- Pilsen, Tschechien (Lage)

Asien:
- Jincheon, Südkorea
- Jining, China
- Kalkutta, Indien
- Nanjing, China
- Panagarh, Indien
- Tsukuba (Ibaraki), Japan (Lage)
- Ulsan, Südkorea
- Zhangjiagang, China

Amerika:

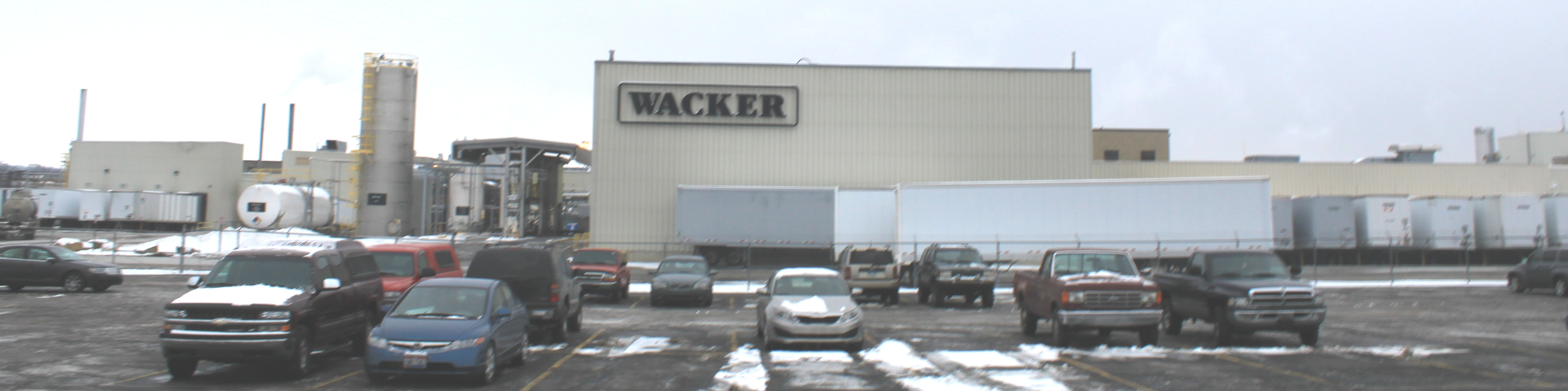
Wacker Chemical Corporation, Adrian MI

- Adrian (Michigan), USA (Lage)
- Allentown (Pennsylvania), USA
- Calvert City (Kentucky), USA (Lage)
- Charleston (Tennessee), USA (Lage)
- Chino (Kalifornien), USA (Lage)
- Eddyville (Iowa), USA (Lage)
- Jandira, Brasilien (Lage)
- North Canton (Ohio), USA
- Portland (Oregon), USA (Lage)

- Karte mit allen Koordinaten:
- OSM |
- WikiMap

### Unfälle

#### Werk Charleston (Tennessee)
- Beim Bau des Werkes versagte am 10. Oktober 2012 eine Arbeitsplattform in ca. 40 Metern Höhe, wodurch zwei Bauarbeiter abstürzten und zu Tode kamen.[26]
- Am 24. Juli 2020 erlitten bei Wartungsarbeiten vier Personen chemische Verbrennungen.[27]
- Am 13. November 2020 kam es bei Wartungsarbeiten zu einem Leck, bei dem Chlorwasserstoff freigesetzt wurde. Beim Versuch, sich in Sicherheit zu bringen, stürzten drei Personen aus einer Höhe von 21 Metern ab, wobei eine Person ums Leben kam und zwei weitere schwer verletzt wurden.[28]

## Kooperationen
Im Oktober 2005 gründete Wacker-Chemie ein Joint Venture mit Dymatic Chemical im chinesischen Shunde.
In den USA gründete Wacker mit Air Products and Chemicals die Joint Ventures Wacker Polymer Systems und Air Products Polymers. 2008 wurden die Anteile von Air Products vollständig zurückerworben.
In Japan wurde ein Joint-Venture mit Asahi Chemical Industry gegründet und die Halbleiteraktivitäten von Nippon Steel erworben.
Mitte 2006 vereinbarte die Wacker Chemie mit dem südkoreanischen Konzern Samsung den Bau einer gemeinsamen Fabrik zur Herstellung von Siliziumscheiben (Wafern) für die Halbleiterindustrie.
Gemeinsam mit Schott Solar wurde 2007 ein Joint Venture zur Herstellung von Wafern aus polykristallinem Reinstsilicium gegründet (WACKER SCHOTT Solar GmbH). Zum 30. September 2009 zog sich die Wacker Chemie AG aus dem Joint Venture zurück.
Dow Corning Corporation und Wacker Chemie AG eröffnen nach vierjähriger Bauzeit Mitte 2010 ihren gemeinsamen Produktionsstandort für Silikone in Zhangjiagang, China. Aus diesem Standort heraus bedienen die beiden Unternehmen die stark wachsende Nachfrage nach Silikonen in China und Asien. Bei einem gemeinsamen Investitionsvolumen von 1,8 Mrd. USD sollen Nennkapazitäten für Siloxan und pyrogene Kieselsäuren von rund 210.000 Tonnen pro Jahr erreicht werden.

### Kooperation mit Curevac zur Impfstoffproduktion gegen COVID-19-Erkrankung
Am 23. November 2020 unterzeichneten Curevac und Wacker einen Vertrag, der vorsah, dass der Impfstoff CVnCoV ab dem 2. Halbjahr 2021 am Biotech-Standort von Wacker in Amsterdam produziert werden soll. Später wurde ein Zulassungsantrag für den Impfstoff von Curevac zurückgezogen, weil die Wirksamkeit deutlich hinter derjenigen von Konkurrenzprodukten lag. Am 16. März 2022 gaben das Bundesministerium für Wirtschaft und Klimaschutz und das Bundesministerium für Gesundheit in einer gemeinsamen Pressemitteilung bekannt, dass mit fünf potenziellen Impfstoffproduzenten (darunter Wacker/CordenPharma) langfristige Lieferverträge geschlossen werden sollen.